# Dianicelis Marín
Dianicelis Marín Castillo (...) è un'ex schermitrice cubana.

## Palmarès
In carriera ha conseguito i seguenti risultati:
- Giochi Panamericani:

L'Avana 1991: argento nella spada a squadre.